# Booker T. Washington
 (mars 2024).
Si vous disposez d'ouvrages ou d'articles de référence ou si vous connaissez des sites web de qualité traitant du thème abordé ici, merci de compléter l'article en donnant les références utiles à sa vérifiabilité et en les liant à la section « Notes et références ».
Pour les articles homonymes, voir Washington.
Booker Taliaferro Washington, né le 5 avril 1856 dans une plantation de tabac, de Hale's Ford, localité non constituée en municipalité, dans le comté de Franklin  en Virginie, mort le 14 novembre 1915 à Tuskegee dans l’Alabama, est un enseignant, journaliste, directeur de publication, romancier, essayiste américain et un défenseur des droits des Afro-Américains. Il est le cofondateur et premier président du Tuskegee Institute, devenu la Tuskegee University, et l'un des fondateurs de la National Negro Business League (en).

## Biographie

### Jeunesse et formation
Booker T. Washington est né en tant qu'esclave, d'un père inconnu, probablement blanc et de Jane, une esclave afro-américaine et cuisinière de James Burrough, propriétaire d'une plantation de tabac de Hale's Ford, Virginia (en) ,,,.  
Sa mère, Jane, l'a nommé Booker Taliaferro, et c'est en 1870 qu'il prend le nom de Washington venant de Washington Ferguson, un ancien esclave marié à sa mère,.  
Lors de la Proclamation d'émancipation promulguée le 1er janvier 1863 , devenus libres, sa mère, son beau père et sa fratrie partent s'installer en 1865, à Malden (Virginie-Occidentale) (en), où Washington Ferguson a trouvé un emploi.  Le jeune Booker Taliaferro, alors âgé de neuf ans, travaille dans une mine de sel puis dans une mine de charbon. Parallèlement à ses travaux dans les mines, sa mère lui apprend à lire et l'encourage à étudier. Dès qu'il le peut, il fréquente une école primaire pour jeunes afro-américains,. 
En 1867, une autre femme joue un rôle déterminant quant à l'avenir du jeune Booker T. Washington. Il s'agit de Viola Ruffner (en), l'épouse du général Lewis Ruffner (en), le propriétaire de la mine de sel où travaille Booker T. Washington. Alors âgé de onze ans, elle l'emploie comme domestique,. 
Viola Ruffner décèle le potentiel de Booker T. Washington, et grâce à son appui et à des leçons particulières, il entre en 1872 à la Hampton Agricultural and Industrial School, connue de nos jours sous le nom de université de Hampton, dans l'État de Virginie, établissement fondé par le général Samuel C. Armstrong (en) à destination des Afro-Américains,.  

### Carrière
Sur recommandation du président de l'université de Hampton, le général Samuel C. Armstrong (en), Booker T.  Washington fonde en 1881 la première école normale chargée de former les enseignants, destinée aux populations noires dans le Sud : l'institut de Tuskegee en Alabama. Ce projet est critiqué par W. E. B. Du Bois, pour qui il est impossible de s’accommoder du système ségrégationniste. D'autre part, Du Bois s'inquiète du soutien financier et médiatique en provenance d'hommes d'affaires blancs qui voient dans cette école un système permettant de maintenir les Noirs à un rang subalterne et de contrôler cette main d’œuvre,,.
Le 18 septembre 1895, Booker T.  Washington prononce le discours du compromis d'Atlanta qui marque le tournant de sa carrière lors de l'inauguration de la Cotton States and International Exposition (en) qui se tient à Atlanta. Devant une assemblée composée de personnes toutes autant blanches et noires, il expose ses convictions sur l'émancipation de son peuple, trente ans après la fin de l'esclavage. Il déclare : « Nous pouvons, sous toutes les facettes de notre existence sociale, être séparés comme les doigts, mais nous unir en une main pour toute chose essentielle à notre progrès mutuel. » Ces paroles marquent durablement les esprits. Pour Booker T. Washington, des positions de soumission à l'égard des Blancs sont perceptibles et cela traduit une incapacité à sortir de la ségrégation. Son discours attire les foudres d'autres représentants noirs de l'époque comme W. E. B. Du Bois. Toutefois, sa volonté de cohésion des deux groupes, sa foi dans une convergence des intérêts des deux « races » (Booker T. Washington emploie le terme de race pour parler des Noirs et des Blancs), lui permettent de se faire entendre des plus hautes instances blanches du Sud comme du Nord.
En 1900, il publie Up from Slavery (en), qui devient rapidement un livre à succès. En octobre il est le premier Afro-Américain invité par un président des États-Unis, à l'époque Theodore Roosevelt, à un dîner officiel à la Maison-Blanche. Dans le film Ragtime (1981), il est présenté comme « le premier Noir à la Maison-Blanche », bien qu'il soit probable que plusieurs personnes afro-américaines aient été présentes à la Maison Blanche auparavant, mais pas en tant qu'invité officiel. La visite fait grand bruit. Les journaux commentent les réactions outrées et racistes de personnes blanches.
Il est l'un des fondateurs de la National Negro Business League (en), une organisation américaine fondée à Boston en 1900 pour promouvoir les intérêts des entreprises afro-américaines. 
Jusqu'à sa mort en 1915, Booker T. Washington est l'un des représentants majeurs des intérêts la communauté afro-américaine des États-Unis.

### Vie privée
Booker T. Washington s'est marié par trois fois :
- 1882 : il épouse Fanny Smith, qui décède en 1884, ils ont une fille.
- 1884 : il épouse en secondes noces Olivia Davidson, ils ont deux fils (Booker T. Washington Jr. et Ernest Davidson Washington). Elle décède en 1889
- 1892 : il épouse en troisième noces Margaret Murray, le couple adopte Laura Murray, une nièce orpheline de Margaret.

Booker T. Washington repose au cimetière du campus de l'université de Tuskegee aux côtés de ses épouses et de ses enfants.

## Œuvres

### Essais et romans
- The Future of the American Negro, New York, Small, Maynard & company (réimpr. 1900, 1902...2007, 2010, 2015, 2021) (1re éd. 1899), 282 p. (OCLC 1322275826, lire en ligne),
- Frederick Douglass, Philadelphie, Pennsylvanie, G.W. Jacobs & Co, (réimpr. 1906, 1907, ..., 2003, 2012) (1re éd. 1899), 368 p. (ISBN 9781410207586, OCLC 504632356),
- Up from Slavery, New York, A.L. Burt Company, (réimpr. 1922, ... 1995, 2000, 2007, 2023) (1re éd. 1900), 228 p. (ISBN 9780451527547, OCLC 1110471076, lire en ligne),
- A new Negro for a new century, New York, Arno Press, (réimpr. 1969, 2011, 2013,) (1re éd. 1900), 448 p. (ISBN 9781179478869, OCLC 940298406, lire en ligne),
- The Story of My Life and Work, Toronto, province de l'Ontario, Canada, J.L. Nichlos & Co. (réimpr. 2004, 2008) (1re éd. 1901), 464 p. (ISBN 9781409902676, OCLC 4607212, lire en ligne),
- Character Building, New York, Doubleday Page & Company (réimpr. 1914,... 1972, 1992, 2002, 2020) (1re éd. 1902), 316 p. (ISBN 9781717344168, OCLC 1935389, lire en ligne),
- Putting the Most Into Life, New York, Thomas Crowell & Co. (1re éd. 1902, 1906, 2010, 2014, 2018), 60 p. (ISBN 9781331285847, OCLC 1430579751, lire en ligne),
- The Negro in Business, New York, Gunton Company, coll. « Black Thought and Culture, » (réimpr. 1992, 2010, 2015) (1re éd. 1901), 420 p. (ISBN 9781297543142, OCLC 7976036773),
- Heroes in Black Skins, New York, Century Publishers, coll. « Black Thought and Culture » (réimpr. 2008) (1re éd. 1903), n.c. (OCLC 7976041024),
- The Educational and Industrial Emancipation of the Negro, Tuskegee, Alabama, Tuskegee Institute steam print (réimpr. 2015, 2018) (1re éd. 1903), 30 p. (ISBN 9781341637223, OCLC 8025609, lire en ligne),
- The Successful Training of the Negro, New York, Doubleday, Page, 1903, 28 p. (OCLC 13131328, lire en ligne),
- Working With the Hands : Being a Sequel to "Up From Slavery," Covering the Author's Experiences in Industrial Training at Tuskegee, New York, Doubleday, Page & Company (réimpr. 2014, 2018) (1re éd. 1904), 374 p. (ISBN 9780260061263, OCLC 17192187, lire en ligne),
- co-écrit avec  W. E. B. Du Bois, The Negro in the South, his economic progress in relation to his moral and religious development, Philadelphie, Pennsylvanie, G.W. Jacobs & Co,, coll. « Library of American Civilization, » (réimpr. 1970, 1989, 2011) (1re éd. 1907), 222 p. (ISBN 9781461186960, OCLC 68963859, lire en ligne),
- The Story Of The Negro : The Rise Of The Race From Slavery, vol. 1, New York, Doubleday, Page & Co., coll. « Black culture collection » (réimpr. 1940, 1969) (1re éd. 1909), 352 p. (OCLC 4853976, lire en ligne),
- The Story Of The Negro : The Rise Of The Race From Slavery, vol. 2, New York, Doubleday, Page & Co., coll. « Black Culture Collection » (réimpr. 1940, 1969) (1re éd. 1909), 456 p. (OCLC 728957331, lire en ligne),
- My Larger Education : Chapters from My Experience, New York, Double Day, Page & Company, coll. « Black Thought and Culture » (réimpr. 2004, 2013) (1re éd. 1911), 359 p. (ISBN 9781591022633, OCLC 7976038426, lire en ligne),

### Autobiographie
- An Autobiography : The Story of My Life and Work, Atlanta, Géorgie, J.L. Nichols & Co (réimpr. 2004, 2008, 2012) (1re éd. 1901), 466 p. (ISBN 9781477481073, OCLC 1894489, lire en ligne)

### Directeur de publication
- The Negro Problem : A Series of Articles by Representative American Negroes of Today, New York, James Pott & Company (réimpr. 1970, 2003, 2007, 2022) (1re éd. 1903), 234 p. (ISBN 9781604591941, OCLC 1573075, lire en ligne),
- Tuskegee & its people : their ideals and achievements, New York, D. Appleton and Co. (réimpr. 2009, 2016) (1re éd. 1905), 424 p. (ISBN 9781539929413, OCLC 6595630, lire en ligne),

### Articles
- « Education Will Solve the Race Problem. A Reply », The North American Review, vol. 171, no 525,‎ août 1900, p. 221-232 (12 pages) (lire en ligne),
- « The Race Problem », The Journal of Education, vol. 56, no 4,‎ 17 juillet 1902, p. 72-73 (2 pages) (lire en ligne),
- « Tuskegee Institute  — Annual Report of Principal Booker T. Washington », The Journal of Education, vol. 56, no 17,‎ 30 octobre 1902, p. 292 (1 page) (lire en ligne),
- « The Education of the Southern Negro », The Journal of Education, vol. 60, no 4,‎ 14 juillet 1904, p. 72 (1 page) (lire en ligne),
- « What Education Does for the Negro », The Journal of Education, vol. 61, no 15,‎ 13 avril 1905, p. 397-398 (2 pages) (lire en ligne),
- « The Religious Life of the Negro », The North American Review, vol. 181, no 584,‎ juillet 1905, p. 20-23 (4 pages) (lire en ligne),
- « Tuskegee: A Retrospect and Prospect », The North American Review, vol. 182, no 593,‎ avril 1906, p. 513-523 (11 pages) (lire en ligne),
- « Make me an American Negro », The Journal of Education, vol. 66, no 15,‎ 17 octobre 1917, p. 400-401 (2 pages) (lire en ligne),
- « Negro Education and the Nation », The Journal of Education, vol. 68, no 4,‎ 16 juillet 1908, p. 111-112 (2 pages) (lire en ligne),
- « Relation of Industrial Education to National Progress », The Annals of the American Academy of Political and Social Science, vol. 33, no 1,‎ janvier 1909, p. 1-12 (12 pages) (lire en ligne),
- « The Negro's Part in Southern Development », The Annals of the American Academy of Political and Social Science, vol. 35, no 1,‎ janvier 1910, p. 124-133 (10 pages) (lire en ligne),
- « Educational Engineers », The Journal of Education, vol. 72, no 6,‎ 25 août 1910, p. 149-150 (2 pages) (lire en ligne),
- « Training Colored Nurses at Tuskegee », The American Journal of Nursing, vol. 11, no 3,‎ décembre 1910, p. 167-171 (9 pages) (lire en ligne),
- « The Negro in the New World », Journal of the Royal African Society, vol. 10, no 38,‎ janvier 1911, p. 173-178 (6 pages) (lire en ligne),
- « The Negro as a Farmer », The North American Review, vol. 195, no 675,‎ février 1912, p. 175-181 (7 pages) (lire en ligne),
- « The Rural Negro Community », The Annals of the American Academy of Political and Social Science, vol. 40,‎ mars 1912, p. 81-89 (9 pages) (lire en ligne),
- « Negro Crime and Strong Drink », Journal of the American Institute of Criminal Law and Criminology, vol. 3, no 3,‎ septembre 1912, p. 384-392 (9 pages) (lire en ligne),
- « Industrial Education and the Public Schools », The Annals of the American Academy of Political and Social Science, vol. 49,‎ septembre 1913, p. 219-232 (14 pages) (lire en ligne),
- « Inferior and Superior Races », The North American Review, vol. 201, no 713,‎ avril 1915, p. 538-542 (5 pages) (lire en ligne),

#### Articles posthumes
- « The Exceptional Man », The Journal of Education, vol. 85, no 18,‎ 3 mai 1917, p. 484 (1 page) (lire en ligne),
- « Atlanta Exposition Address, 1895 », Black History Bulletin, vol. 68, no 1,‎ printemps 2005, p. 18-20 (3 pages) (lire en ligne ),
- « From the  AJN Archives: Training Colored Nurses at Tuskegee », The American Journal of Nursing, vol. 114, no 2,‎ février 2014, p. 22-23 (2 pages) (lire en ligne ),

### Traduction
- (fr) Booker T. Washington, Up from slavery, ascension d'un esclave émancipé, traduction française de J.M. Vazelle, Paris Les Éditeurs libres, 2008.

## Postérité
Le 4 novembre 2008, le sénateur John McCain, défait à l'élection présidentielle face au candidat afro-américain Barack Obama, a fait référence à Booker T. Washington, dans son discours de clôture de la campagne. Comme le veut la tradition américaine, dans un paragraphe, John McCain fait l'éloge de la victoire de son adversaire vainqueur, qui se trouve être le premier président des États-Unis d'Amérique d'origine afro-américaine. Dans cet éloge il met en relief qu'il aura fallu une centaine d'années entre l'invitation officielle à la Maison-Blanche de Booker T. Washington et l'élection de Barack Obama.

## Pour approfondir

#### Notices dans des encyclopédies et manuels de références
- (en-US) Michael W. Williams (dir.), The African American Encyclopedia, vol. 6 : The Sport of the Gods-Zydeco, New York, Marshall Cavendish Corporation, 1993, 1818 p. (ISBN 9781854355454, OCLC 1418056803, lire en ligne), p. 1656-1658,
- (en-US) Jr. Alton Hornsby (dir.), African American Biography, vol. 4 : S-Z, Detroit, Michigan, UXL, 1994, 823 p. (ISBN 9780810392342, lire en ligne), p. 758-761,
- (en-US) Shirelle Phelps (dir.), Contemporary Black Biography, vol. 15, Detroit, Michigan, Gale Research, 1997, 319 p. (ISBN 9780787609542, OCLC 1148605493, lire en ligne), p. 252-256,
- (en-US) Suzanne Michele Bourgoin (dir.), Encyclopedia of World Biograph, vol. 16 : Vitoria-Zworykin, Detroit, Michigan, Gale Research (réimpr. 2015) (1re éd. 1998), 540 p. (ISBN 9780787625566, OCLC 37813530, lire en ligne), p. 125-126,
- (en-US) R. Kent Rasmussen (dir.), The African American Encyclopedia, vol. 9 : Sui-Wil, New York, M. Cavendish (réimpr. 2001) (1re éd. 2000), 2704 p. (ISBN 9780761472179, OCLC 1408417056, lire en ligne), p. 2633-2636,
- (en-US) Robert C. Smith, Encyclopedia of African-American Politics, New York, Facts On File, coll. « Facts on File library of American history » (réimpr. 2014) (1re éd. 2003), 421 p. (ISBN 9780816044757, OCLC 50091638, lire en ligne), p. 377-379,
- (en-US) Paul Finkelman (dir.), Encyclopedia of African American History, 1896 to the Present : From the Age of Segregation to the Twenty-first Century, vol. 5 : U-Y, New York, Oxford University Press, USA, 2009, 525 p. (ISBN 9780195167795, OCLC 416601965, lire en ligne), p. 76-82,
- (en-US) Henry Louis Gates (dir.) et Evelyn Brooks Higginbotham (dir.), African American National Biography, vol. 11 : Taborn,Earl "Mickey"- Wheeler Emma Rochelle, New York, Oxford University Press, USA (réimpr. 2013) (1re éd. 2008), 617 p. (ISBN 9780199920785, OCLC 758099161, lire en ligne), p. 459-465. ,
- (en-US) Patrick L. Mason (dir.), Encyclopedia of Race and Racism, vol. 4 : S-Z, Detroit, Michigan, Macmillan Reference USA, 2013, 533 p. (ISBN 9780028660240, OCLC 1113149967, lire en ligne), p. 257-259,

#### Essais et biographies
- (en-US) Thornbrough Emma Lou (dir.), Booker T Washington, Englewood Cliffs, New Jersey, Prentice-Hall, 1969, 200 p. (ISBN 9780139453038, lire en ligne),
- (en-US) Alan Schroeder, Booker T. Washington, Educator, New York, Chelsea House, coll. « Black Americans of Achievement » (réimpr. 1992, 2005, 2008) (1re éd. 1988), 152 p. (ISBN 9781555466169, OCLC 24068324, lire en ligne),
- (en-US) Lois P. Nicholson, Booker T. Washington : A Modern Moses, Philadelphie, Pennsylvanie, Chelsea House, coll. « Junior world biographies » (réimpr. 1999) (1re éd. 1997), 96 p. (ISBN 9780791023884, OCLC 36135825, lire en ligne),
- (en-US) Don Troy, Booker T. Washington, Chanhassen, Minnesota, Child's World, coll. « Journey to Freedom: The African American Library » (réimpr. 2009, 2024) (1re éd. 1999), 48 p. (ISBN 9781567665567, OCLC 38936566, lire en ligne),
- (en-US) Lola M. Schaefer et Gail Saunders-Smith (dir.), Booker T. Washington, Mankato, Minnesota, Pebble Books, coll. « First Biographies », 2003, 32 p. (ISBN 9780736816472, OCLC 1193363052, lire en ligne),
- (en-US) Anne Schraff, Booker T. Washington : "Character Is Power", Berkeley Heights, New Jersey, Enslow Publishers, coll. « African-American Biography Library », 2005, 136 p. (ISBN 9780766025356, OCLC 1320844960, lire en ligne),
- (en-US) Eric Braun (ill. Cynthia Martin), Booker T. Washington : Great American Educator, Mankato, Minnesota, Capstone Press, coll. « Graphic Library » (réimpr. 2007) (1re éd. 2006), 40 p. (ISBN 9780736846301, OCLC 57626194, lire en ligne),
- (en-US) Kristin Thoennes Keller, Booker T. Washington: Innovative Educator, Minneapolis, Minnesota, Compass Point Books, 2006, 120 p. (ISBN 9780756518813, lire en ligne),
- (en-US) Lee H. Walker (dir.), Diane Carol Bast (dir.) et S.T. Karnick (dir.), Booker T. Washington : A Re-Examination, Chicago, Illinois, Heartland Institute, 2008, 162 p. (ISBN 9781934791028, OCLC 248691597, lire en ligne),
- (en-US) John F. Wukovits, Booker T. Washington and Education, Detroit, Michigan, Lucent Books, 2008, 120 p. (ISBN 9781420500523, lire en ligne),
- (en-US) Robert J. Norrell, Up from History : The Life of Booker T. Washington, Cambridge, Massachusetts, Belknap Press of Harvard University Press, 2009, 536 p. (ISBN 9780674032118, lire en ligne),
- (en-US) Larry Dane Brimner, Booker T. Washington : Getting into the Schoolhouse, New York, Marshall Cavendish Benchmark, coll. « American heroes », 2009, 56 p. (ISBN 9780761430636, OCLC 191767729, lire en ligne),
- (en-US) Raymond W. Smock, Booker T. Washington : Black Leadership in the Age of Jim Crow, Chicago, Illinois, Ivan R. Dee, coll. « Library of African-American biography » (réimpr. 2010) (1re éd. 2009), 248 p. (ISBN 9781566637251, OCLC 297145681, lire en ligne),
- (en-US) Michael Bieze (dir.) et Marybeth Gasman (dir.), Booker T. Washington Rediscovered, Baltimore, Maryland, Johns Hopkins University Press, 2012, 284 p. (ISBN 9781421404707, OCLC 835325160, lire en ligne),
- (en-US) Michael B. Boston, The Business Strategy of Booker T. Washington : Its Development and Implementation, Gainesville, Floride, University Press of Florida (réimpr. 2012) (1re éd. 2010), 268 p. (ISBN 9780813034737, OCLC 5105071756, lire en ligne),
- (en-US) Bill Harris, Booker T. & Them: A Blues, Detroit, Michigan, Wayne State University Press, 2012, 268 p. (ISBN 9780814337165, lire en ligne),
- (en-US) Riley Flynn et Gail Saunders-Smith, Booker T. Washington, North Mankato, Minnesota, Capstone Press,, coll. « Pebble », 2014, 28 p. (ISBN 9781476539522, OCLC 867768769, lire en ligne),(en-US) Michael Bieze (dir.) et Marybeth Gasman, Booker T. Washington Rediscovered, Baltimore, Maryland, Johns Hopkins University Press, 2012, 184 p. (ISBN 9781421404707, OCLC 835325160, lire en ligne)
- (en-US) Kenneth Marvin Hamilton, Booker T. Washington in American Memory, Urbana, Illinois, University of Illinois Press, 2017, 276 p. (ISBN 9780252040771, lire en ligne),

#### Articles anglophones

##### Années 1890-1919
- « Booker T. Washington », The Journal of Education, vol. 44, no 13,‎ 1er octobre 1896, p. 224 (1 page) (lire en ligne ),
- « Booker T. Washington », The Journal of Education, vol. 53, no 25,‎ 20 juin 901, p. 401 (1 page) (lire en ligne ),
- « Booker T. Washington on the Country School », The Journal of Education, vol. 72, no 9,‎ 15 septembre 1910, p. 243 (1 page) (lire en ligne ),
- Minnie E. Hays, « Quotations from Booker T. Washington », The Journal of Education, vol. 83, no 4,‎ 6 avril 1916, p. 371 (1 page) (lire en ligne ),

##### Années 1920- 1939
- Garner J. Edwards, R. C. Bedford, et Joseph P. McCullen,, « Letters Collected by R. E. Park and Booker T. Washington », The Journal of Negro History, vol. 7, no 2,‎ avril 1922, p. 206-222 (17 pages) (lire en ligne ),
- Monroe N. Work, « Booker T. Washington, Pioneer », The Journal of Social Forces, vol. 3, no 2,‎ janvier 1925, p. 310-315 (6 pages) (lire en ligne ),
- Emmett J. Scott, « Twenty Years After: An Appraisal of Booker T. Washington », The Journal of Negro Education, vol. 5, no 4,‎ octobre 1936, p. 543-554 (12 pages) (lire en ligne ),

##### Années 1940-1959
- E. Franklin Frazier, « The Booker T. Washington Papers », Quarterly Journal of Current Acquisitions, vol. 2, no 2,‎ février 1945, p. 23-31 (9 pages) (lire en ligne ),
- Oliver C. Cox, « The Leadership of Booker T. Washington », Social Forces, vol. 30, no 1,‎ octobre 1951, p. 91-97 (7 pages) (lire en ligne ),
- August Meier, « Booker T. Washington and the Negro Press: With Special Reference to the Colored American Magazine », The Journal of Negro History, vol. 38, no 1,‎ janvier 1953, p. 67-90 (24 pages) (lire en ligne ),
- August Meier, « Booker T. Washington and the Town of Mound Bayou », Phylon (1940-1956), vol. 15, no 4,‎ dernier trimestre 1954, p. 396-401 (6 pages) (lire en ligne )
- Mercer Cook, « Booker T. Washington and the French », The Journal of Negro History, vol. 40, no 4,‎ octobre 1955, p. 318-340 (23 pages) (lire en ligne ),
- W. L. Brown, « Booker T. Washington As A Philosopher », Negro History Bulletin, vol. 20, no 2,‎ novembre 1956, p. 34-37 (4 pages) (lire en ligne ),
- Earl E. Thorpe, « Frederick Douglass, W.E.B. Dubois et Booker T. Washington », Negro History Bulletin, vol. 20, no 2,‎ novembre 1956, p. 39-42 (4 pages) (lire en ligne ),
- August Meier, « Toward a Reinterpretation of Booker T. Washington », The Journal of Southern History, vol. 23, no 2,‎ mai 1957, p. 220-227 (8 pages) (lire en ligne ),
- Emma L. Thornbrough, « More Light on Booker T. Washington and the New York Age », The Journal of Negro History, vol. 43, no 1,‎ janvier 1958, p. 34-49 (16 pages) (lire en ligne ),
- Dewey W. Grantham, Jr., « Dinner at the White House: Theodore Roosevelt, Booker T. Washington, and the South », Tennessee Historical Quarterly, vol. 17, no 2,‎ juin 1958, p. 112-130 (19 pages) (lire en ligne ),,

##### Années 1960-1969
- Elliott M. Rudwick, « Booker T. Washington's Relations with the National Association for the Advancement of Colored People », The Journal of Negro Education, vol. 29, no 2,‎ printemps 1960, p. 134-144 (11 pages) (lire en ligne ),
- Daniel Walden, « The Contemporary Opposition to the Political and Educational Ideas of Booker T. Washington », The Journal of Negro History, vol. 45, no 2,‎ avril 1960, p. 103-115 (13 pages) (lire en ligne ),
- August Meier, « Negro Class Structure and Ideology in the Age of Booker T. Washington », Phylon (1960-), vol. 23, no 3,‎ automne 1962, p. 258-266 (9 pages) (lire en ligne ),
- Donald J. Calista, « Booker T. Washington: Another Look », The Journal of Negro History, vol. 49, no 4,‎ octobre 1964, p. 240-255 (16 pages) (lire en ligne ),
- Louis R. Harlan, « Booker T. Washington and the White Man's Burden », The American Historical Review, vol. 71, no 2,‎ janvier 1966, p. 441-467 (27 pages) (lire en ligne ),
- William Katz, « George Henry White: A Militant Negro Congressman in the Age of Booker T. Washington », Negro History Bulletin, vol. 29, no 6,‎ mars 1966, p. 125-126, 134, 138-139 (5 pages) (lire en ligne ),
- Jane Gottschalk, « The Rhetorical Strategy of Booker T. Washington », Phylon (1960-), vol. 27, no 4,‎ hiver 1966, p. 388-395 (8 pages) (lire en ligne ),
- Naren Tambe, « Booker T. Washington and Mahatma Gandhi as Educationists », Peabody Journal of Education, vol. 45, no 2,‎ septembre 1967, p. 94-97 (4 pages) (lire en ligne ),
- Emma L. Thornbrough, « Booker T. Washington as Seen by his White Contemporaries », The Journal of Negro History, vol. 53, no 2,‎ avril 1968, p. 161-182 (22 pages) (lire en ligne ),
- John P. Flynn, « Booker T. Washington: Uncle Tom or Wooden Horse », The Journal of Negro History, vol. 54, no 3,‎ juillet 1969, p. 262-274 (13 pages) (lire en ligne ),
- Willard B. Gatewood, « Booker T. Washington and the Ulrich Affair », Phylon (1960-), vol. 30, no 3,‎ automne 1969, p. 286-302 (17 pages) (lire en ligne ),

##### Années 1970-1979
- Willard B. Gatewood, « Booker T. Washington and the Ulrich Affair », The Journal of Negro History, vol. 55, no 1,‎ janvier 1970, p. 29-44 (16 pages) (lire en ligne ),
- Louis R. Harlan, « Booker T. Washington in Biographical Perspective », The American Historical Review, vol. 75, no 6,‎ octobre 1970, p. 1581-1599 (19 pages) (lire en ligne ),
- Louis R. Harlan et Pete Daniel, « A dark and stormy night in the life of Booker T. Washington », Negro History Bulletin, vol. 33, no 7,‎ novembre 1970, p. 159-161 (3 pages) (lire en ligne ),
- George P. Marks III, « William H. Ferris Criticizes Booker T. Washington (1898) », Negro History Bulletin, vol. 33, no 7,‎ novembre 1970, p. 162-163 (2 pages) (lire en ligne ),
- Charles R. Larson, « The Deification of Booker T. Washington », Negro American Literature Forum, vol. 4, no 4,‎ hiver 1970, p. 125-126 (2 pages) (lire en ligne ),
- Louis R. Harlan, « The Secret Life of Booker T. Washington », The Journal of Southern History, vol. 37, no 3,‎ août 1971, p. 393-416 (24 pages) (lire en ligne ),
- Francis H. Shaw, « Booker T. Washington and the Future of Black Americans », The Georgia Historical Quarterly, vol. 56, no 2,‎ été 1972, p. 193-209 (17 pages) (lire en ligne ),
- Arthur O. White, « Booker T. Washington's Florida Incident, 1903-1904 », The Florida Historical Quarterly, vol. 51, no 3,‎ janvier 1973, p. 227-249 (25 pages) (lire en ligne ),
- Leo J. Alilunas, « What Our Schools Teach About Booker T. Washington and W. E. B. Du Bois », The Journal of Negro Education, vol. 42, no 2,‎ printemps 1973, p. 176-186 (11 pages) (lire en ligne ),
- Lawrence J. Friedman, « Life "In the Lion's Mouth": Another Look at Booker T. Washington », The Journal of Negro History, vol. 59, no 4,‎ octobre 1974, p. 337-351 (15 pages) (lire en ligne ),
- W. Manning Marable, « Booker T. Washington and African Nationalism », Phylon (1960-), vol. 35, no 4,‎ hiver 1974, p. 398-406 (9 pages) (lire en ligne ),
- Judith Stein, « "Of Mr. Booker T. Washington and Others": The Political Economy of Racism in the United States », Science & Society, vol. 38, no 4,‎ hiver 1974/1975, p. 422-463 (42 pages) (lire en ligne ),
- Booker T. Gardner, « The Educational Contributions of Booker T. Washington », The Journal of Negro Education, vol. 44, no 4,‎ automne 1975, p. 502-518 (17 pages) (lire en ligne ),
- John K. Severn et William Warren Rogers, « Theodore Roosevelt Entertains Booker T. Washington: Florida's Reaction to the White House Dinner », The Florida Historical Quarterly, vol. 54, no 3,‎ janvier 1976, p. 306-318 (13 pages) (lire en ligne ),
- Alfred Young, « The Educational Philosophy of Booker T. Washington A Perspective for Black Liberation », Phylon (1960-), vol. 37, no 3,‎ automne 1976, p. 224-235 (12 pages) (lire en ligne ),
- William L. Andrews, « William Dean Howells and Charles W. Chesnutt: Criticism and Race Fiction in the Age of Booker T. Washington », American Literature, vol. 48, no 3,‎ novembre 1976, p. 327-339 (13 pages) (lire en ligne ),
- Michael L. Goldstein, « Preface to the Rise of Booker T. Washington: A View from New York City of the Demise of Independent Black Politics, 1889-1902 », The Journal of Negro History, vol. 62, no 1,‎ janvier 1977, p. 81-99 (19 pages) (lire en ligne ),
- Melbourne Cummings, « Historical Setting for Booker T. Washington and the Rhetoric of Compromise, 1895 », Journal of Black Studies, vol. 8, no 1,‎ septembre 1977, p. 75-82 (8 pages) (lire en ligne ),
- Don Quinn Kelley, « The Political Economy of Booker T. Washington: A Bibliographic Essay », The Journal of Negro Education, vol. 46, no 4,‎ automne 1977, p. 403-418 (16 pages) (lire en ligne ),
- David J. Hellwig, « Building a Black Nation: The Role of Immigrants in the Thought and Rhetoric of Booker T. Washington », The Mississippi Quarterly, vol. 31, no 4,‎ 1978, p. 529-550 (22 pages) (lire en ligne ),
- Louis R. Harlan, « Booker T. Washington and the Voice of the Negro, 1904-1907 », The Journal of Southern History, vol. 45, no 1,‎ février 1979, p. 45-62 (18 pages) (lire en ligne ),
- Raymond Hedin, « Paternal at Last: Booker T. Washington and the Slave Narrative Tradition », Callaloo, no 7,‎ octobre 1979, p. 95-102 (8 pages) (lire en ligne ),
- Henry Lewis Suggs, « P. B. Young of The Norfolk Journal and Guide: A Booker T. Washington Militant, 1904-1928 », The Journal of Negro History, vol. 64, no 4,‎ automne 1979, p. 365-376 (12 pages) (lire en ligne ),

##### Années 1980-1999
- Roger J. Bresnahan, « The Implied Readers of Booker T. Washington's Autobiographies », Black American Literature Forum, vol. 14, no 1,‎ printemps 1980, p. 15-20 (6 pages) (lire en ligne ),
- Charles Vincent, « Booker T. Washington's Tour of Louisiana, April, 1915 », Louisiana History, vol. 22, no 2,‎ printemps 1981, p. 189-198 (10 pages) (lire en ligne ),
- Isaac Fisher, « Funeral of Booker T. Washington », Negro History Bulletin, vol. 48, no 1,‎ premier trimestre 1985, Negro History Bulletin (lire en ligne ),
- Charles K. Piehl, « The White Use of Dr. Booker T. Washington: Rocky Mount, North Carolina, 1910 », The Journal of Negro History, vol. 70, nos 3/4,‎ été-automne 1985, p. 82-88 (7 pages) (lire en ligne ),
- Merline Pitre, « Robert Lloyd Smith: A Black Lawmaker in the Shadow of Booker T. Washington », Phylon (1960-), vol. 46, no 3,‎ automne 1985, p. 262-268 (7 pages) (lire en ligne ),
- David Howard-Pitney, « The Jeremiads of Frederick Douglass, Booker T. Washington, and W.E.B. Du Bois and Changing Patterns of Black Messianic Rhetoric, 1841-1920 », Journal of American Ethnic History, vol. 6, no 1,‎ 1986, p. 47-61 (15 pages) (lire en ligne ),
- Christopher E. Forth, « Booker T. Washington and the 1905 Niagara Movement Conference », The Journal of Negro History, vol. 72, nos 3/4,‎ été - automne 1987, p. 45-56 (12 pages) (lire en ligne ),
- LaVerne Gyant, « Contributors to Adult Education: Booker T. Washington, George Washington Carver, Alain L. Locke, and Ambrose Caliver », Journal of Black Studies, vol. 19, no 1,‎ septembre 1988, p. 97-110 (14 pages) (lire en ligne ),
- James D. Anderson, « Black Rural Communities and the Struggle for Education during the Age of Booker T. Washington, 1877-1915 », Peabody Journal of Education, vol. 67, no 4,‎ été 1990, p. 46-62 (17 pages) (lire en ligne ),
- Donald B. Gibson, « Strategies and Revisions of Self-Representation in Booker T. Washington's Autobiographies », American Quarterly, vol. 45, no 3,‎ septembre 1993, p. 370-393 (24 pages) (lire en ligne ),
- Dickson D. Bruce, Jr., « Booker T. Washington's "The Man Farthest Down" and the Transformation of Race », The Mississippi Quarterly, vol. 48, no 2,‎ printemps 1995, p. 239-253 (15 pages) (lire en ligne ),
- Edward O. Erhagbe, « African-Americans and the Defense of African States against European Imperial Conquest: Booker T. Washington's Diplomatic Efforts to Guarantee Liberia's Independence 1907-1911 », African Studies Review, vol. 39, no 1,‎ avril 1996, p. 55-65 (11 pages) (lire en ligne ),
- Karen J. Ferguson, « Caught in "No Man's Land": The Negro Cooperative Demonstration Service and the Ideology of Booker T. Washington, 1900-1918 », Agricultural History, vol. 72, no 1,‎ hiver 1998, p. 33-54 (22 pages) (lire en ligne ),
- Evora W. Jones, « Booker T. Washington as Pastoralist », CLA Journal, vol. 43, no 1,‎ septembre 1999, p. 38-53 (16 pages) (lire en ligne ),

##### Années 2000-2009
- Donald Generals, « Booker T. Washington and Progressive Education: An Experimentalist Approach to Curriculum Development and Reform », The Journal of Negro Education, vol. 69, no 3,‎ été 2000, p. 215-234 (20 pages) (lire en ligne ),
- Carla Willard, « Timing Impossible Subjects: The Marketing Style of Booker T. Washington », American Quarterly, vol. 53, no 4,‎ décembre 2001, p. 624-669 (46 pages) (lire en ligne ),
- David H. Jackson Jr., « Booker T. Washington's Tour of the Sunshine State, March 1912 », The Florida Historical Quarterly, vol. 81, no 3,‎ hiver 2003, p. 254-278 (25 pages) (lire en ligne ),
- Robert J. Norrell, « Booker T. Washington: Understanding the Wizard of Tuskegee », The Journal of Blacks in Higher Education, no 42,‎ hiver 2003-2004, p. 96-109 (14 pages) (lire en ligne ),
- Keith V. Johnson et Elwood Watson, « The W. E. B. DuBois and Booker T. Washington Debate », The Journal of Technology Studies, vol. 30, no 4,‎ 2004, p. 65-70 (6 pages) (lire en ligne ),
- Mark Bauerlein, « Booker T. Washington and W.E.B. Du Bois: The Origins of a Bitter Intellectual Battle », The Journal of Blacks in Higher Education, no 46,‎ hiver 2004-2005, p. 106-114 (9 pages) (lire en ligne ),
- Michael Bieze, « Ruskin in the Black Belt: Booker T. Washington, Arts and Crafts, and the New Negro », Source: Notes in the History of Art, vol. 24, no 4,‎ été 2005, p. 24-34 (11 pages) (lire en ligne ),
- Ladrica Menson-Furr, « Booker T. Washington, August Wilson, and the Shadows in the Garden », Mosaic: An Interdisciplinary Critical Journal, vol. 38, no 4,‎ décembre 2005, p. 175-190 (16 pages) (lire en ligne ),
- Scott Hicks, « W.E.B. Du Bois, Booker T. Washington, and Richard Wright: Toward an Ecocriticism of Color », Callaloo, vol. 29, no 1,‎ hiver 2006, p. 202-222 (21 pages) (lire en ligne ),
- Abraham Aamidor, « "Cast down Your Bucket Where You Are": The Parallel Views of Booker T. Washington and Julius Rosenwald on the Road to Equality », Journal of the Illinois State Historical Society (1998-), vol. 99, no 1,‎ printemps-été 2006, p. 46-61 (16 pages) (lire en ligne ),
- Alisha R. Knight, « Furnace Blasts for the Tuskegee Wizard: Revisiting Pauline Elizabeth Hopkins, Booker T. Washington and the "Colored American Magazine" », American Periodicals, vol. 17, no 1,‎ 2007, p. 41-64 (24 pages) (lire en ligne ),
- Susanna Ashton, « Entitles: Booker T. Washington's Signs of Play », The Southern Literary Journal, vol. 39, no 2,‎ printemps 2007, p. 1-23 (23 pages) (lire en ligne ),
- Pero Gaglo Dagbovie, « Exploring a Century of Historical Scholarship on Booker T. Washington », The Journal of African American History, vol. 92, no 2,‎ printemps 2007, p. 239-264 (26 pages) (lire en ligne ),
- David Sehat, « The Civilizing Mission of Booker T. Washington », The Journal of Southern History, vol. 73, no 2,‎ mai 2007, p. 323-362 (40 pages) (lire en ligne ),
- Gary Totten, « Southernizing Travel in the Black Atlantic: Booker T. Washington's "The Man Farthest Down" », MELUS, vol. 32, no 2,‎ été 2007, p. 107-131 (25 pages) (lire en ligne ),
- Stephen L. Recken, « Rags to Respectability: Arkansas and Booker T. Washington », The Arkansas Historical Quarterly, vol. 67, no 1,‎ printemps 2008, p. 54-71 (18 pages) (lire en ligne ),
- Robert J. Norrell, « Have Historians Given Booker T. Washington a Bad Rap? », The Journal of Blacks in Higher Education, no 62,‎ hiver 2008-2009, p. 62-69 (8 pages) (lire en ligne ),
- Robert J. Norrell, « When Teddy Roosevelt Invited Booker T. Washington to Dine at the White House », The Journal of Blacks in Higher Education, no 63,‎ printemps 2009, p. 70-74 (5 pages) (lire en ligne ),

##### Années 2010-2019
- Ellen Daugherty, « Negotiating the Veil », American Art, vol. 24, no 3,‎ 2010, p. 52-77 (26 pages) (lire en ligne ),
- Blaine D. Pope, Ernie A. Smith, Samuel J. Shacks et Joyce Keith Hargrove, « Booker T. and the New Green Collar Workforce: An Earth-Based Reassessment of the Philosophy of Booker T. Washington », Journal of Black Studies, vol. 42, no 4,‎ mai 2011, p. 507-529 (23 pages) (lire en ligne ),
- Bradford J. Vivian, « Up from Memory: Epideictic Forgetting in Booker T. Washington's Cotton States Exposition Address », Philosophy & Rhetoric, vol. 45, no 2,‎ 2012, p. 189-212 (24 pages) (lire en ligne ),
- David H. Jackson Jr., « Booker T. Washington in South Carolina », The South Carolina Historical Magazine, vol. 113, no 3,‎ juillet 2012, p. 192-220 (29 pages) (lire en ligne ),
- Ernest L. Gibson III, « The Envy of Erudition: Booker T. Washington and the Desire for a Du Boisian Intellectuality », The Black Scholar, vol. 43, nos 1-2,‎ printemps 2013, p. 52-68 (17 pages) (lire en ligne ),
- Theodore Lewis, « Booker T. Washington's audacious vocationalist philosophy », Oxford Review of Education, vol. 40, no 2,‎ avril 2014, p. 189-205 (17 pages) (lire en ligne ),
- Martin Jay, « The Summer of Love at Booker T. Washington H.S., Columbia, SC », Salmagundi, nos 185/186,‎ hiver-printemps 2015, p. 19-29 (11 pages) (lire en ligne ),
- Ivan Grabovac, « Mumbo Jumbo: Booker T. Washington and the Environmental Humanities », Resilience: A Journal of the Environmental Humanities, vol. 2, no 2,‎ 25 septembre 2015, (13 pages) (lire en ligne )
- Jeffrey L. Littlejohn et Charles H. Ford, « Booker T. Washington High School: History, Identity, and Educational Equity in Norfolk, Virginia », The Virginia Magazine of History and Biography, vol. 124, no 2,‎ 2016, p. 134-162 (29 pages) (lire en ligne )
- Jonathan Malesic, « A Kenotic Struggle for Dignity :  Booker T. Washington's Theology of Work », The Journal of Religious Ethics, vol. 44, no 3,‎ septembre 2016, p. 403-424 (22 pages) (lire en ligne ),

#### Articles francophones
- Pierre Denain, « Booker T. Washington et ses autobiographies », Revue française d'études américaines, no 14,‎ mai 1982, p. 269-276 (8 pages) (lire en ligne )
- Ira Dworkin et Pierre Lannoy, « « American Congo » Booker T. Washington, l'Afrique et l'imaginaire politique noir américain », Civilisations, vol. 55, nos 1/2,‎ 2006, p. 165-179 (15 pages) (lire en ligne ),